# Camponotus flavicomans
Camponotus flavicomans é uma espécie de inseto do gênero Camponotus, pertencente à família Formicidae.